# Spiegel (motorfiets)
Spiegel is een historisch Belgisch merk van motorcarriers.
De bedrijfsnaam was "The Spiegel Cycle". Het was gevestigd in Antwerpen
De eigenaar van het bedrijf was G. van der Spiegel. Hij begon in 1932 met de productie van motorcarriers, voorzien van 500 cc JAP zijklepmotoren.
Over de verdere vooroorlogse jaren is niets bekend, evenmin als over de oorlogsjaren zelf, maar in 1948 was het bedrijf nog springlevend: er werd een uitgebreid scala aan motorcarriers op de markt gebracht, met zijklepmotoren van BSA en JAP, maar ook met ILO-tweetakten. In 1950 eindigde de productie